# 方励之
方励之（1936年2月12日—2012年4月6日），男，籍贯浙江杭州，生于北京，美籍華人，天体物理学家。在1980－90年代曾为中华人民共和国异见人士，被认为是当时“新启蒙运动”的代表人物之一。
離開中國前，曾任中国科学院学部委员，1957年反右运动中被打成「内定右派」，第一次開除黨籍。1984年9月任中国科学技术大学副校长，曾参与创建了国内高校首个天体物理实验室，中国科学技术大学天体物理中心主任。是当时，中国共产党党内的民主派人士和知识分子领袖。1986年发生八六学潮，12月，邓小平将他与王若望等人定性为党内反社会主义、反党分子，要求开除党籍，次年，第二次开除党籍，撤销中国科学技术大学副校长职务。他与刘宾雁、王若望被中共高层视为党内鼓吹“資產階級自由化”和“中国全盘西化”的反面典型，全党批判。1989年六四天安门事件后因反革命煽动宣传罪被开除公职。六四天安门事件结束之后，进入美国驻华大使馆寻求庇护，并在次年离开中国。後於美国亚利桑那大学任職天体物理学教授，2012年4月6日早上於美國亚利桑那州圖森市寓所逝世。

## 生平

### 从青年共产主义者到物理学家
方励之12歲時加入中国共产党的地下外围组织，后就读于北京四中，1952年考入北京大学物理系，1955年加入中国共产党。
1956年大学畢業後，於中國科學院近代物理研究所工作。1957年，由於反右運動方励之被划为右派，开除党籍。1958年秋，筹办不久的中国科学技术大学党委第一、二任书记郁文、刘达决定把方励之等三十多位当时已被打成“右派”或遭受批判的人士请到科大来任教。方励之前后担任助教、讲师和天体物理学教授、博士生導師，十一届三中全会以后，恢复了他的党籍，而且委以重任，1984年9月17日到1987年1月12日任第一副校长。当时的校长是管惟炎。
方励之在文化大革命期间，在“相对论是唯心主义”的大环境下，率先开展相对论天体物理（1970年起）及宇宙学研究，著有《宇宙的創生》、《相對論天體物理的基本概念》、《從牛頓定律到愛因斯坦相對論》（科學出版社出版） 等著作，譯作則有《引力論》（正中書局1998年版），他还是首版《中国大百科全书》天文学卷（1980年初版）天体物理学分支的主编；在校內他擔任多個職務，如自然科学史研究室主任、天体物理中心主任、該校學報主編等；曾任中國天文學會副理事長、國際天文學聯合會宇宙學分組組委等职。

### 从合肥到北京
1985年，中国科学技术大学第一副校长、中国科学院学部委员方励之在浙江大学谈民主的演讲传到外地高校。上海同济大学研究生陈破空等人以同济大学研究生会的名义，编辑《方励之姚蜀平演讲集》，印刷800份，传向全国各地。该演讲集的封底印有“欢迎传播，功德无量”八个字。更多复印件在各地高校印发并张贴，方励之观点在全国高校迅速传播，形成极大影响力。
1986年9月，方励之谈到科大的办学思想时说：“大学的环境应当充满科学、民主、创造和独立的精神。”11月18日，方励之应邀出席同济大学校研究生会和学生会联合举办的“同济大学文化潮”活动。同济大学研究生陈破空等人为方励之组织了最大规模的演讲会，近万人出席。方励之在演讲中表示：他“恨透了（解放以来）三十年这种东西，三十年没干多少好事情”；“中国现在没有一样不落后”；“我们这三十年干的事情，我觉得从社会主义体系来看，是失败的。从马克思、列宁到斯大林、毛泽东，这种正统的社会主义到现在我们做的这种结果，实际上是失败的。”
1986年11月，中国科学技术大学副校长方励之，科学家许良英和记者、作家刘宾雁共同发起召开《反右运动三十年历史学术讨论会》。由方励之起草了一份会议通知，经许、刘修改散发给"可能参加者"。“反右运动历史学术讨论会”一信成为标准的“资产阶级自由化”文件之一被收入中共中央的文件。
方励之曾经力图在科大搞民主办学，主张“大学是独立于政府的”。方励之提出的民主办学的八字方针，即“科学、民主、创造、独立”，意思是大学要独立于政府之外，大学培养什么样的人完全由学校决定。当时有人问：“听说科大正在推行西方先进的管理，几乎有点‘西化’，请你发表意见。”方励之答：“科大的管理也在试探。我们提倡一些至少是思想上的自由……在我们那里，至少你讲话不会受到任何制约，出点小报也不会受到任何干涉。对学生管理，我们取消了‘政治辅导员制度’”。1987年1月17日人民日报指责，“取消政治辅导员制度的结果，至少是部分地排斥和削弱了党的领导和无产阶级的思想政治工作，使得一些青年学生受到资产阶级自由化思潮的毒害。……他鼓吹：‘政府给我们钱办学，但是办成什么样子，什么内容，学生标准是什么，愿意培养什么科学的人才，这是大学的事。’照他的这个‘思想’办学，我们的大学就将办成一个个由国家和人民出钱、国家和人民却管不了的资产阶级自由化的独立王国，那还怎么得了？”
1986年12月初起，科大部分学生因对人大代表的“橡皮图章”性质不满而抗议，进而引发的全国性的八六学潮。在1986年12月4日晚上的学生集会上他说：“民主不是自上而下给予的，而是从下到上争取的。”翌日，他阻止学生上街游行没有成功。方励之在整个学潮过程中，对学生的民主诉求没有打压。12月30日，在邓小平就八六学潮问题与几位中央负责同志的谈话中，他与刘宾雁、王若望被邓小平点名，要求开除党籍。
1987年1月13日，中共中央纪律检查委员会颁布了《关于共产党员必须严格遵守党章的通知》，提要将宣扬资产阶级自由化的党员清除出党，保持党组织的纯洁性。同一日，《安徽日报》在第一版上就中共中央和国务院决定改组中国科学技术大学的领导班子发表题为《反对资产阶级自由化的重大措施》的社论，并由人民日报转载，社论指出：“方励之身为共产党员，利用他的工作之便和地位、名望，到处游说，发表了一系列错误言论和文章，肆意散布资产阶级自由化思想。他丑化党的领导和党的干部，狂妄地提出要改造党、改变党的颜色；他否定几十年来我们党的事业，诬蔑和歪曲社会主义制度，鼓吹‘全盘西化’，走资本主义道路；他挑拨党同知识分子特别是青年知识分子的关系，煽动学生闹事；他还公开反对马克思主义哲学的指导，等等。很明显，方励之的矛头所向，是直指四项基本原则的。这哪里还有一点共产党员的气味？！”
1月17日，中共安徽省纪律检查委员会作出了关于开除方励之党籍的决定。此前，他的中国科学技术大学副校長一職业已被撤销（安徽省紀委文件公布日期為1987年1月12日），並被调到北京天文台任研究員。1月20日，《人民日报》头版公开了开除他党籍的决定。《关于开除方励之党籍的决定》指出方励之的主要错误：
一、鼓吹马克思主义已经过时，否定马克思主义的指导作用。
二、否定社会主义制度，宣扬“全盘西化”，主张走资本主义道路。
三、公开提出要“改变党”，否定党的领导。
四、主张大学摆脱党的领导，鼓吹大学“完全独立”，挑拨知识分子同党和政府的关系。
五、鼓吹资产阶级“民主”、“自由”，煽动学生闹事，破坏安定团结的政治局面。

1月21日，人民日报转载《安徽日报》1月20日社论《把坚持搞资产阶级自由化的头面人物方励之坚决清除出党》，指责方励之“以共产党员和学者、副校长的身份，或公开游说，或发表文章，大肆鼓吹资产阶级自由化，并且越来越狂妄，越来越露骨。他的所言所行，已经完全背叛了党纲党章，践踏了党规党法，站到党的对立面去了。”“方励之攻击：‘党现在是黑的’，狂妄地提出要‘改变党’、‘改变党的颜色’。”“方励之却大唱反调：‘我一直反对马克思主义哲学要指导科学。’说什么这种指导‘从来没有正面的成功’。”
1月28日，中共中央发出《关于当前反对资产阶级自由化若干问题的通知》，“反对资产阶级自由化”运动正式開始，方励之的言论受到各报刊重点批判。
1987年總部設於美國加州舊金山的「中國民主教育基金會」（Chinese Democracy Education Foundation）頒發「第二屆傑出民主人士獎」給方勵之、費希平、王若望與李柱銘。
1988年秋起，方励之開始積極參加當時北京高校的政治研究會，並接受外國傳媒採訪公開批評四项基本原則，也受到當時北京學生的認同。1989年1月6日，他向當時的中央軍委主席鄧小平發表公開信，建議該年為紀念中華人民共和國40周年，釋放民运人士魏京生等。1989年2月，方励之撰写了《中国的希望和失望》，并由王丹、沈彤等以大字报形式在北大张贴：
逻辑的结论只能是：四十年的失望，根源就在四十年的社会制度本身。这就是为什么，如今在中国，对现代化的追求代替了对主义的信仰，列宁—斯大林-毛泽东式的社会主义已经相当彻底地丧失了吸引力。这也就是为什么，五四运动时的口号“民主与科学”又重新流行，又重新变成了许多知识分子的希望。……再之，中国的教育一直受到毛泽东的反知识反文化的政治原则的摧残，以致文盲在人口中的比例与四十年前相比较，并无多大变化。今天的教育经费在国民经济产值中的比例，与毛泽东时期完全一样，它比同等经济水平国家的平均比例要低百分之三十至五十。愚昧有利于专制的政体。所以，摧残教育的真正目的是不言自明的。
由于在六四天安门事件期間與他在北京大学任教授的妻子支持学生诉求，事件翌日與妻子避入美国驻华大使馆，6月12日起因反革命宣传煽动罪，被北京市公安局通緝（理由指他們夫婦煽动王丹等学运学生「搞動亂」）。6月12日，人民日报以一个中年知识分子的名义刊文：“这次反革命暴乱，方励之是主要煽动者之一。方励之伙同极少数人，拿一些学生（学生中的歹徒除外）做人质，做政治赌注，制造动乱，煽动暴乱，妄图搞乱全国，乱中夺权，颠覆中华人民共和国，可是你失败了，因为违背人民的意愿，低估了人民的力量。你溜了，溜到外国大使馆去了。”次日，人民日报称：“方励之、李淑娴是在最近北京发生的反革命暴乱中进行大肆煽动和幕后策划的重要人物。”1989年7月，法律出版社出版中共中央纪律检查委员会办公厅编辑的《方励之的真面目》一书。7月31日，国务院学位委员会通知中国科学院，决定撤销方励之的学科评议组天文学分组成员和博士生指导教师资格。自然辩证法研究会决定撤销方励之所任各职务。1989年10月，美国肯尼迪纪念基金会决定授予方励之“罗伯特·肯尼迪人权奖”。
六四天安门事件發生後，美国带头对中国实施制裁。1989年11月10日，邓小平提出解决方案，包括在方励之夫妇承认有罪并保证出国后不从事任何反对中国政府的活动、美国承诺不利用方励之夫妇从事反共活动这个前提下解决方励之问题，让方励之夫妇离开美国驻华使馆，到美国或第三国去。1990年6月25日，公安部发言人宣布原北京天文台研究员方励之、原北京大学副教授李淑娴获准出国治病。在使馆中滞留一年之后，方励之夫妇乘坐美军飞机前往英国，半年后至美国。

### 流亡美国
方勵之赴美后於美国亚利桑那大学物理系任教授，方向為天体物理学與宇宙學，至逝世前仍处于学术活跃状态，每年皆有若干学术论文发表；2010年因宇宙学和早期宇宙的物理学方面的重要工作当选为美国物理学会会士（APS Fellow）。在美期间曾任中国人权理事会共同主席，2005年1月9日，因抗议中国人权理事会内部财务管理混乱而与林培瑞等理事退出中国人权理事会。

### 逝世

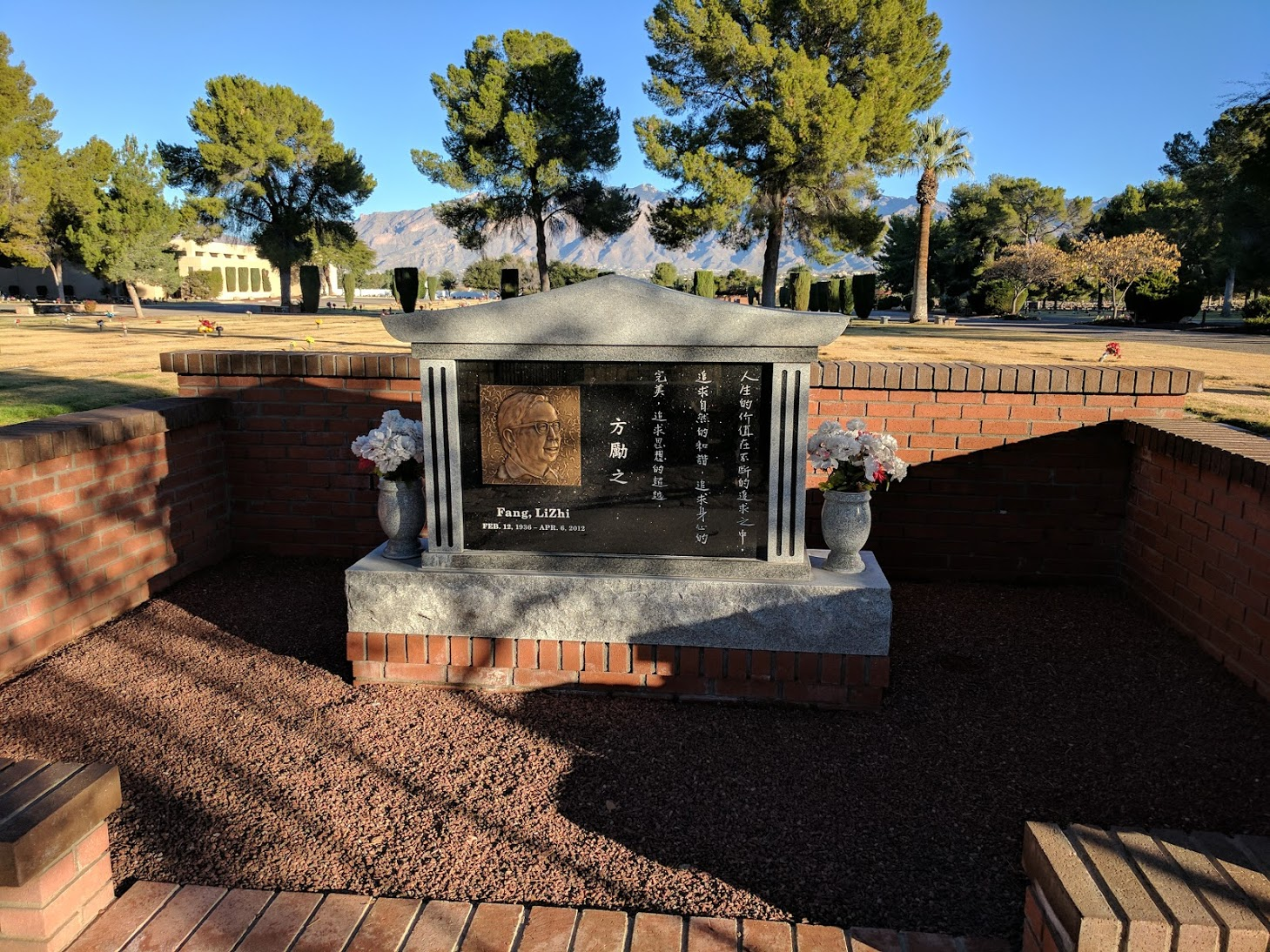
方励之先生之墓碑，圖桑市的東一墓園，2017年1月摄

方勵之曾於2011年11月因心臟病住院，後康復出院，2012年4月6日早上準備出門到學校前在美国亚利桑那州的图桑市寓所書房突然去世，终年76岁。

## 身后
方勵之喪禮於2012年4月14日下午4時（當地時間）在圖桑市的東一墓園（East Lawn Palms Mortuary & Cemetery）舉行，學術界同事、學生、中國科學技術大學與北大校友，還有民運人士三百多人參與。喪禮結束後，方的遺體在此火化，方家也買下了墓地，將他暫時下葬，至於未來能不能落葉歸根，要看中國政府的態度。有記者問李淑嫻：「那方老師有沒有說，未來可以把他的骨灰送回中國或怎麼樣？」李回答：「這個很難說啦，那就看中國的情況，而且作為一個科學家的話，埋在什麼地方都可以，就是處處埋忠骨嘛。」方勵之一輩子最大的遺憾是自從離開中國之後就再也無法踏上中國的土地。
方勵之的墓地位于圖桑市東一墓園（East Lawn Palms Mortuary & Cemetery），中式凉亭顶设计，两侧设有花瓶供瞻仰者献花。墓碑正方刻有方先生的侧面头像、生卒日期，及其语录“人生的价值在不断的追求之中。追求自然的和谐，追求身心的完美，追求思想的超越”的亲笔手迹。墓碑碑面刻有其父母、他和李淑嫻夫妻、儿子方哲的名字和生卒年代（李未亡无卒年）。

## 著作
电子版《方励之文集》共六卷，《方励之文集》编辑和出版委员会，二О一七年六月初版，二О一八年十二月增订。

## 家庭
妻子李淑娴，曾在北大物理系任教，两人於1961年結婚。育有二子，長子方克1963年生，現居美國；次子方哲1968年6月21日出生，2007年10月25日下午4時左右在其任職之亞利桑那大學駕車時出車禍身亡。

## 其它
中华人民共和国国家通讯社中国新闻社旗下的《中国新闻周刊》在2013年4月15日以再現「中央媒體播出胡耀邦訃告的全過程」方式，對胡表達紀念之意，其中提到了参与「六四」的民運人士王丹、方勵之、李淑嫻等人的名字。

### 引用
1. 1 2  . 人民网. 2013-10-29. （原始内容存档于2015-09-24） （中文（简体））.
2. ↑  王丹. . 法国国际广播电台. 2012-04-15. （原始内容存档于2022-05-19） （中文）.
3. ↑  杨明. . 美国之音. 2012-04-22. （原始内容存档于2023-06-09） （中文）.
4. ↑  高瑜. . 德国之声. 2012-04-08. （原始内容存档于2024-04-23） （中文）.
5. ↑  苏晓康. . 明鏡出版社. 2016-03-11  [2024-04-23]. ISBN 978-1-68182-192-4. （原始内容存档于2024-04-23） （中文）.
6. ↑  .   [2013-04-07]. （原始内容存档于2013-10-10）.
7. ↑  . BBC中文网.   [2012-04-07]. （原始内容存档于2012-04-09）.
8. ↑  王丹. . 王丹臉書頁. 2012-04-07  [2012-04-07]. （原始内容存档于2020-03-27）.
9. ↑  .   [2013-04-07]. （原始内容存档于2014-04-01）.
10. ↑  方勵之、禇耀泉合著；科學出版社1981年4月初版
11. ↑  .   [2011-05-09]. （原始内容存档于2011-07-16）.
12. 1 2  . 北京之春. 1999年1月1日  [2017年4月6日]. （原始内容存档于2017年4月6日） （中文（简体））.
13. 1 2  . 明镜出版社. 2016年3月  [2017-04-06]. （原始内容存档于2017-04-06） （中文（简体））.
14. ↑  . 上海市地方志办公室. 2011年8月28日  [2019年4月15日]. （原始内容存档于2015年9月24日） （中文（简体））.
15. ↑  1987年2月15日人民日报《坚持社会主义道路》
16. ↑  .   [2013-04-07]. （原始内容存档于2017-08-14）.
17. ↑  1987年1月17日人民日报《民主办学决不能摆脱党的领导》
18. ↑  《邓小平文选》：旗帜鲜明地反对资产阶级自由化 （页面存档备份，存于） （1986年12月30日）“对于那些明显反对社会主义、反对共产党的，这次就要处理。可能会引起波浪，那也不可怕。对方励之、刘宾雁、王若望处理要坚决，他们狂妄到极点，想改变共产党，他们有什么资格当共产党员？”
19. ↑  .   [2013-04-07]. （原始内容存档于2013-03-13）.
20. ↑  .   [2013-04-07]. （原始内容存档于2016-03-04）.
21. ↑  1987年1月20日，人民日报头版《 中共安徽省纪委开除方励之党籍 方励之公开鼓吹资产阶级自由化，反对四项基本原则，挑拨知识分子和党的关系，煽动学生闹事，造成严重后果，完全丧失了共产党员条件》
22. ↑  第2屆得獎者(1987)方勵之[永久]
23. ↑  致鄧小平的公開信 （页面存档备份，存于），1989年1月6日
24. ↑  .   [2013-04-07]. （原始内容存档于2013-05-26）.
25. ↑  1989年6月12日人民日报《方励之违背人民意愿——一位中年知识分子的信》
26. ↑  1989年6月13日，人民日报头版《中国内政不容干涉》
27. ↑  邓小平同志对中国新时期外交工作的伟大贡献 （页面存档备份，存于），刘华秋，光明日報
28. ↑  1990年6月25日人民日报头版《公安部发言人宣布 方励之夫妇有悔悟表示获宽大处理 北京市公安局准许他们出国治病》：“最近，方励之、李淑娴向我有关部门写信，承认他们反对四项基本原则，违反了中华人民共和国宪法，现在身患疾病，希望能够准许他们出国治疗。方励之、李淑娴表示他们出国后，不进行反对中国的活动。鉴于方励之夫妇已有悔悟表示，而且患有疾病，基于人道主义考虑和我们对参与动乱人员采取的宽大政策，北京市公安局决定准许他们出国治病。”
29. ↑  離夫一刻鐘 回頭陰陽隔，明報2012年4月9日
30. ↑  杜欣欣：方勵之先生印象 （页面存档备份，存于），CND讀者之家
31. ↑  . KTSF 26台. 2012-04-16  [2013-04-16]. （原始内容存档于2013-10-24）.
32. ↑  . 中国新闻周刊 (網易). 2013-04-15  [2013-04-16]. （原始内容存档于2013-05-28）. 想制造事端搞动乱的人只是极少数，如王丹、方励之、李淑娴这样的人。